# Gillian Apps
Gillian Mary Apps (* 2. November 1983 in Unionville, Ontario) ist eine ehemalige kanadische Eishockeynationalspielerin.

## Karriere
Gillian Apps begann ihre Karriere als Eishockeyspielerin bei den Toronto Aeros, mit denen sie 2001 und 2002 jeweils die Meisterschaft der National Women’s Hockey League gewann. 2002 nahm sie ein Studium am Dartmouth College auf, das sie bis 2007 besuchte und mit einem Abschluss in Psychologie verließ. Anschließend schloss sie sich den Brampton Thunder an, für die sie bis 2013 in der semi-professionellen Canadian Women’s Hockey League spielte.

### International

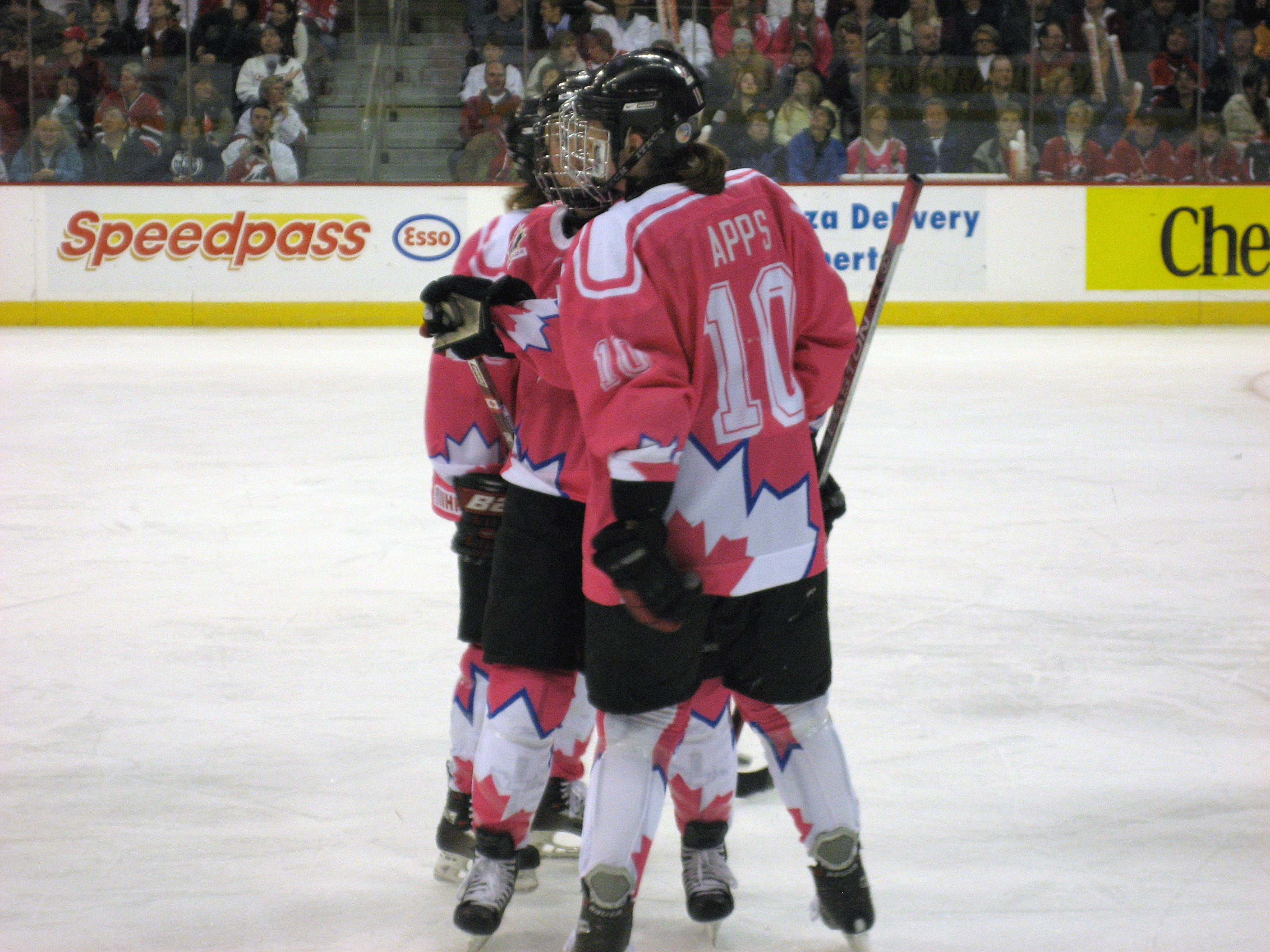
Apps bei der Weltmeisterschaft 2007

Für Kanada nahm Apps an den Weltmeisterschaften 2004, 2005, 2007, 2008 und 2009 teil. Zudem stand sie im Aufgebot ihres Landes bei den Olympischen Winterspielen 2006 in Turin, 2010 in Vancouver und 2014 in Sotschi. In den Jahren 2002, 2003, 2004, 2005, 2006, 2007 und 2008 nahm sie jeweils mit ihrer Mannschaft am 4 Nations Cup teil.

## Erfolge und Auszeichnungen
| - 2004 Goldmedaille bei der Weltmeisterschaft - 2005 Silbermedaille bei der Weltmeisterschaft - 2006 Goldmedaille bei den Olympischen Winterspielen - 2007 Goldmedaille bei der Weltmeisterschaft - 2008 Silbermedaille bei der Weltmeisterschaft - 2009 Silbermedaille bei der Weltmeisterschaft | - 2010 Goldmedaille bei den Olympischen Winterspielen - 2011 Silbermedaille bei der Weltmeisterschaft - 2012 Goldmedaille bei der Weltmeisterschaft - 2013 Silbermedaille bei der Weltmeisterschaft - 2014 Goldmedaille bei den Olympischen Winterspielen |

## Leben
Gillian Apps kommt aus einer bekannten Sportlerfamilie. Ihr Großvater Syl Apps, ihr Vater Syl Apps junior und ihr Bruder Syl Apps III waren alle professionelle Eishockeyspieler. Ihre Schwester Amy Apps ist eine kanadische Fußballnationalspielerin. Ihr Cousin Darren Barber gewann bei den Olympischen Sommerspielen 1992 in Barcelona eine Goldmedaille im Rudern.
Am 22. September 2018 heiratete sie die US-amerikanische Eishockey-Nationalspielerin Meghan Duggan. Ihr Sohn George wurde am 29. Februar 2020 geboren. Ein Jahr später haben sie eine Tochter namens Olivia bekommen.